# Cypripedium dickinsonianum
Cypripedium dickinsonianum là một loài lan trong chi Cypripedium.